# Zoolander No. 2
Zoolander No. 2 je americká filmová komedie z roku 2016. Režie se ujal Ben Stiller a scénáře John Hamburg, Justin Theroux, Stiller a Nicholas Stoller. Je sequlem filmu Zoolander, který měl premiéru v roce 2001. Hlavní role hrají Stiller, Owen Wilson, Will Ferrell, Penélope Cruz a Kristen Wiigová. Ve Spojených státech měl premiéru dne 12. února 2016 a v České republice dne 18. února 2016.

## Obsazení
- Ben Stiller jako Derek Zoolander
- Owen Wilson jako Hansel McDonald
- Will Ferrell jako Jacobim Mugatu
- Penélope Cruz jako Valentina Valencia
- Kristen Wiigová jako Alexanya Atoz
- Fred Armisen jako VIP
- Kyle Mooney jako Don Atari
- Milla Jovovich jako Katinka Ingaborgovinananananana
- Christine Taylor jako duch Matildy Jeffries
- Justin Theroux jako Zlý DJ
- Nathan Lee Graham jako Todd
- Cyrus Arnold jako Derek Zoolander Jr.
- Billy Zane (sám sebe)
- Jon Daly jako agent Filippo
- Sting (sám sebe)
- Benedict Cumberbatch jako All

### Cameo role
- Beck Bennett jako Geoff Mille
- Jerry Stiller jako Maury
- Katy Perry (samu sebe)
- Neil deGrasse Tyson (sám sebe)
- Tommy Hilfiger (sám sebe)
- Naomi Campbell (samu sebe)
- Justin Bieber (sám sebe)
- Jourdan Dunn jako Natalka
- Ariana Grande jako SM dívka
- Christina Hendricks jako koketa
- John Malkovich jako Skip Taylor
- Kiefer Sutherland (sám sebe)
- Mika jako kadeřník
- Skrillex jako DJ
- Susan Boyle (samu sebe)
- ASAP Rocky (sám sebe)
- MC Hammer (sám sebe)
- Anna Wintour (samu sebe)
- Marc Jacobs (sám sebe)
- Alexander Skarsgård (sám sebe)
- Karlie Kloss jako Eve
- Kate Moss (samu sebe)
- Alexander Wang (sám sebe)
- Valentino (sám sebe)
- Katie Couric (samu sebe)
- Christiane Amanpour (sám sebe)
- Jane Pauley (sám sebe)
- Natalie Morales (samu sebe)
- Soledad O'Brien (sám sebe)
- Don Lemon (sám sebe)
- Matt Lauer (sám sebe)
- Andy Dick (sám sebe)
- Willie Nelson (sám sebe)
- Susan Sarandon (samu sebe)
- Lewis Hamilton (sám sebe)
- Joe Jonas (sám sebe)

## Přijetí

### Tržby
Film vydělal 28,8 milionů dolarů v Severní Americe a 27,9 milionů dolarů v ostatních oblastech, celkově tak vydělal 56,7 milionů dolarů po celém světě. Rozpočet filmu činil 50 milionů dolarů. Za první víkend docílil čtvrté nejvyšší návštěvnosti, kdy vydělal 14 milionů dolarů.

### Recenze
Na recenzní stránce Rotten Tomatoes získal ze 199 započtených recenzí 23 procent s průměrným ratingem 4,5 bodů z deseti. Na serveru Metacritic snímek získal z 42 recenzí 34 bodů ze sta. Na Česko-Slovenské filmové databázi si snímek k 1. srpnu 2018 drží 44 procent.

### Ocenění a nominace
Film získal 9 nominací na Zlatou malinu v kategoriích nejhorší film, nejhorší režisér, nejhorší herec (Stiller), nejhorší herec ve vedlejší roli (Wilson a Ferrell), nejhorší duo na plátnu (Stiller a Wilson), nejhorší herečka ve vedlejší roli (Wiig) a nejhorší prequel, remake, rip-off nebo sequel. Cenu nakonec získala jenom Kristen Wiigová. Film také získal jednu nominaci na cenu Teen Choice Awards v kategorii nejlepší filmová komedie.